# La clau
La clau (títol original en anglès: The Key) és una pel·lícula britànica de Carol Reed, estrenada el 1958. Ha estat doblada al català Trevor Howard va rebre un BAFTA al millor actor per la seva interpretació.

## Argument
La pel·lícula es desenvolupa durant la Segona Guerra Mundial. Uns vaixells remolcadors són enviats en missió per aigües perilloses per socórrer altres vaixells aliats malmesos. Un estatunidenc de nom David Ross confia al capità del primer remolcador la clau del pis on viu la seductora Stella. Si li succeís alguna desgràcia al propietari de la clau, un membre de la tripulació del remolcador, la podria fer servir.

## Repartiment
- William Holden: el capità David Ross
- Sophia Loren: Stella
- Trevor Howard: el capità Chris Ford
- Oskar Homolka: el capità Van Dam
- Kieron Moore: Kane, el comandant
- Bernard Lee: el comandant Wadlow
- Beatrix Lehmann: La llogatera
- Bryan Forbes: Weaver
- Sidney Vivian: Grogan
- Rupert Davies: Baker
- Russell Waters: Sparks
- Irene Handl: l'empleat
- John Crawford: el capità americà
- Jameson Clark: un capità anglais

## Premis i nominacions
Premis
- 1959: BAFTA al millor actor britànic per Trevor Howard